# Сиванков, Алексей Иванович
Алексей Иванович Сиванков (2 февраля 1909, м. Старые Журавичи,  Могилёвская губерния,  Российская империя —  1996, Москва, Россия) — советский военачальник, полковник  (1943).

## Биография
Родился 2 февраля 1909 года в местечке  Старые Журавичи, ныне деревня Журавичи в Рогачёвском районе Гомельской области. Белорус.

### Военная служба

#### Межвоенные годы
В сентябре 1926 года поступил в Белорусскую объединенную военную школу им. ЦИК Белорусской ССР в городе Минск. В период учебы с октября 1928 года командовал отделением курсантов. В сентябре 1929 года после выпуска из школы был направлен командиром взвода в 4-й стрелковый Краснознаменный полк 2-й Белорусской стрелковой дивизии в городе Борисов. С ноября 1931 года по март 1932 года проходил переподготовку на КУКС ПВО в городе Севастополь. После возвращения в полк Сиванков был назначен командиром пулеметной роты, а в феврале 1933 года — командиром роты ПВО. В феврале 1934 года был переведен командиром пулеметной роты в 97-й стрелковый полк 33-й стрелковой дивизии в городе Чаусы. С февраля по апрель 1935 года прошел подготовку на курсах «Выстрел». После возвращения в полк занимал должности начальника штаба и помощника командира батальона. С октября 1938 года капитан  Сиванков — врид начальника учебно-строевой части курсов младших лейтенантов дивизии, затем вновь служил в 97-м стрелковом полку начальником полковой школы и командиром батальона. Член ВКП(б) с 1939 года. 5 декабря 1939 года назначен начальником штаба 568-го стрелкового полка 149-й стрелковой дивизии 10-го стрелкового корпуса ОрВО в городе Острогожск Воронежской области.

#### Великая Отечественная война
В начале  войны дивизия вошла в состав 28-й армии и с 5 июля находилась в резерве Ставки ГК. С 15 июля она в составе Фронта резервных армий, а с 21 июля — Западного фронта участвовала в Смоленском сражении. В конце июля — начале августа части вели бои юго-восточнее Починки Смоленской области. После потери связи со штабом армии дивизия с 6 по 19 августа пробивалась в северо-восточном направлении. Вышла к своим войскам на участке 12-го стрелкового полка 53-й стрелковой дивизии в районе урочища Чаща на реке Десна. При выходе на р. Десна 29 августа майор  Сиванков был ранен, а 3 октября на реке Усоха получил второе ранение. С ноября он исполнял должность начальника 1-й части штаба 19-й отдельной курсантской стрелковой бригады, а 25 апреля 1942 года назначен начальником штаба 115-й отдельной курсантской стрелковой бригады. Воевал с ней на Западном фронте в составе 5-го гвардейского стрелкового корпуса 16-й армии. В августе бригада была переброшена под Сталинград в 62-ю армию и участвовала в Сталинградской битве. 7 сентября в ходе боев в Сталинграде подполковник Сиванков был ранен. После излечения в госпитале с 19 ноября состоял в резерве при Военном совете Сталинградского фронта. 
4 февраля 1943 года был допущен к командованию 156-й отдельной стрелковой бригадой 28-й армии Южного фронта, с которой участвовал в Ростовской наступательной операции, в освобождении города Ростов-на-Дону. С выходом на реку Миус бригада перешла к обороне. С 3 мая подполковник  Сиванков вступил в должность заместителя командира 130-й стрелковой дивизии. В составе 44-й армии Южного фронта участвовал с ней в Миусской и Донбасской наступательных операциях, в прорыве обороны противника в нижнем течении р. Миус и освобождении городов Таганрог, Мариуполь, Бердянск. В сентябре ее части в составе 28-й армии успешно действовали в Мелитопольской наступательной операции. За успешные бои при освобождении города Таганрог 30 августа ей было присвоено наименование «Таганрогская». С ноября она в составе 5-й ударной армии 4-го Украинского фронта вела бои на Днепре в районе городе Верхний Рогачик. 
С 29 ноября полковник  Сиванков командовал 77-й стрелковой им. С. Орджоникидзе дивизией, которая в составе 28-й армии участвовала в наступательных боях на левом берегу Днепра. В середине февраля  Сиванков был отстранен от должности и в марте назначен заместителем командира 257-й стрелковой Сивашской дивизии 10-го стрелкового корпуса 51-й армии. Участвовал с ней в Крымской наступательной операции, в освобождении Севастополя. С 20 мая дивизия была выведена в резерв и передислоцирована на 1-й Прибалтийский фронт. В его составе летом принимала участие в Белорусской наступательной операции. В ходе Шяуляйской операции 30 июля ее части освободили город Биржай. С 13 августа Сиванков допущен к командованию 279-й стрелковой дивизией, которая занимала оборону по левому берегу реке Лиелупе в районе города Елгава. С 8 октября она перешла в наступление, форсировала реку Вирвичай, прорвала оборону противника и, преследуя его отходящие войска, вышла на восточный берег Балтийского моря, окружив при этом его либавскую группировку. В последующем ее части вели бои по уничтожению курляндской группировки противника. В феврале 1945 года Сиванков был направлен на учебу в Высшую военную академию им. К. Е. Ворошилова.

#### Послевоенное время
С ноября 1946 года он командовал  12-й стрелковой бригадой 10-го стрелкового корпуса УрВО, а с марта 1947 года — 14-й стрелковой бригадой. С 30 декабря 1948 года — слушатель Высшей военной академии им. К. Е. Ворошилова, после окончания которой был направлен командиром 261-й стрелковой дивизии. В июле 1953 года переведен на преподавательскую работу в Военную академию им. М. В. Фрунзе. С июля 1954 года исполнял должность старшего преподавателя на кафедрах тактики высших соединений и оперативно-тактической подготовки. 28 декабря 1960 года полковник Сиванков уволен в запас.
Указом Президента Российской Федерации № 443 от 4 мая 1995 года,  за отличия в руководстве войсками при проведении боевых операций в период Великой Отечественной войны 1941-1945 годов, был награждён орденом Жукова.

## Награды
- орден Жукова (04.05.1995)
- орден Ленина (20.04.1953)[4][5]
- четыре ордена Красного Знамени (08.10.1943[6], 06.06.1945[4], 05.11.1946[4][5], 30.12.1956[4][5])
- орден Александра Невского (13.02.1945)[7]
- орден Отечественной войны I степени (06.04.1985)[8]
- орден Отечественной войны II степени (25.05.1944)[9]
- два  ордена Красной Звезды (15.06.1942[10], 03.11.1944[11][5])
  - медали в том числе:
  - «За оборону Москвы» (09.04.1945)[12]
  - «За оборону Сталинграда» (1943)[4]
  - «За победу над Германией в Великой Отечественной войне 1941—1945 гг.» (29.10.1945)[13]
  - «Ветеран Вооружённых Сил СССР» (1976)
- знак «50 лет пребывания в КПСС»